# Kasunga kleis
Kasunga kleis är en insektsart som beskrevs av Rauno E. Linnavuori 1979. Kasunga kleis ingår i släktet Kasunga och familjen dvärgstritar. Inga underarter finns listade i Catalogue of Life.